# 1940 na ciência

## Eventos
- Observação ou predição dos elementos químicos Astato[1], Neptúnio[2] e Plutônio[3]

## Nascimentos
| Data            | Nome                            | Profissão                                     | Nacionalidade          | Observações                                                                              | Ref         |
| --------------- | ------------------------------- | --------------------------------------------- | ---------------------- | ---------------------------------------------------------------------------------------- | ----------- |
| 2 de janeiro    | S. R. Srinivasa Varadhan        | matemático                                    | Índia / Estados Unidos | Prémio Abel 2007 Prémio George David Birkhoff 1994 Prémio Leroy P. Steele 1996           | [ 4 ] [ 5 ] |
| 4 de janeiro    | Brian David Josephson           | físico                                        | Reino Unido            | Nobel da Física 1973 Medalha Hughes 1972                                                 | [ 6 ] [ 7 ] |
| 7 de fevereiro  | Toshihide Masukawa              | físico                                        | Japão                  | Nobel da Física 2008                                                                     | [ 6 ]       |
| 21 de fevereiro | Luís Antônio de Carvalho Ferraz | militar, engenheiro, hidrógrafo e oceanógrafo | Brasil                 | m. 1982                                                                                  |             |
| 15 de março     | Jacob Palis                     | matemático                                    | Brasil                 |                                                                                          |             |
| 10 de agosto    | Peter Atkins                    | químico e professor                           | Reino Unido            |                                                                                          |             |
| 23 de agosto    | Jean-Paul Mathieu               | religioso e físico                            | França                 |                                                                                          |             |
| 15 de outubro   | Peter Doherty                   | veterinário, imunologista e professor         | Austrália              | Nobel de Fisiologia ou Medicina 1996 Prémio Albert Lasker de Pesquisa Médica Básica 1995 | [ 8 ] [ 9 ] |
| 26 de novembro  | Enrico Bombieri                 | matemático                                    | Itália                 |                                                                                          |             |
| ??              | Michael Spivak                  | matemático                                    | Estados Unidos         | Prémio Leroy P. Steele 1985                                                              | [ 5 ]       |
| ??              | Albrecht Fölsing                | físico e jornalista científico                | Alemanha               |                                                                                          |             |
| ??              | Gottfried Münzenberg            | físico                                        | Alemanha               |                                                                                          |             |
| ??              | Leonard Susskind                | cientista                                     | Estados Unidos         |                                                                                          |             |

## Mortes
| Data            | Nome                         | Profissão                 | Nacionalidade           | Observações                                                             | Ref                  |
| --------------- | ---------------------------- | ------------------------- | ----------------------- | ----------------------------------------------------------------------- | -------------------- |
| 3 de fevereiro  | John Henry Michell           | matemático                | Reino Unido (Austrália) | n. 1863                                                                 |                      |
| 15 de fevereiro | Otto Toeplitz                | matemático                | Alemanha                | n. 1881                                                                 |                      |
| 17 de fevereiro | Waldemar Christopher Brøgger | geólogo e mineralogista   | Noruega                 | n. 1851 Medalha Murchison 1891 Medalha Wollaston 1911                   | [ 10 ] [ 11 ]        |
| 13 de abril     | Pierre Marie                 | neurologista              | França                  | n. 1853                                                                 |                      |
| 26 de abril     | Carl Bosch                   | químico                   | Alemanha                | n. 1874 Nobel da Química 1931                                           | [ 12 ]               |
| 5 de junho      | Augustus Edward Hough Love   | matemático                | Reino Unido             | n. 1863 Medalha De Morgan 1926 Medalha Real 1909 Medalha Sylvester 1937 | [ 13 ] [ 14 ] [ 15 ] |
| 17 de junho     | Arthur Harden                | bioquímico                | Reino Unido             | n. 1865 Nobel da Química 1929                                           | [ 12 ]               |
| 22 de agosto    | Oliver Lodge                 | físico e escritor         | Reino Unido             | n. 1851 Medalha Rumford 1898                                            | [ 16 ]               |
| 30 de agosto    | Joseph John Thomson          | físico                    | Reino Unido             | n. 1856 Nobel da Física 1906 Medalha Hughes 1902 Medalha Real 1894      | [ 6 ] [ 7 ] [ 17 ]   |
| 27 de setembro  | Walter Benjamin              | filósofo                  | Alemanha                | n. 1892                                                                 |                      |
| 29 de setembro  | Édouard Claparède            | neurologista e psicólogo  | Suíça                   | n. 1873                                                                 |                      |
| 11 de outubro   | Vito Volterra                | matemático e físico       | Itália                  | n. 1860                                                                 |                      |
| 24 de outubro   | Pierre-Ernest Weiss          | físico                    | França                  | n. 1865                                                                 |                      |
| 13 de dezembro  | Jacques-Arsène d'Arsonval    | médico, físico e inventor | França                  | n. 1851                                                                 |                      |
| ??              | Stefan Kaczmarz              | matemático                | Polónia                 | n. 1895                                                                 |                      |

## Prémios

### Medalha Bruce
- Frederick H. Seares[18]

### Medalha Copley
- Paul Langevin[19]

### Medalha Davy
- Harold Clayton Urey[20]

### Medalha Guy de prata
- H. Leak[21]

### Medalha Hughes
- Arthur Holly Compton[7]

### Medalha de Ouro da Royal Astronomical Society
- Edwin Hubble[22]

### Medalha Penrose
- Nelson Horatio Darton[23]

### Medalha Real
- Fisiologia - Francis Hugh Adam Marshall[14]
- Física - Patrick Maynard Stuart Blackett[14]

### Medalha Rumford
- Karl Siegbahn[24]

### Prémio Nobel
- Física - não atribuído.
- Química - não atribuído.
- Medicina - não atribuído.